# Port lotniczy Bukoba
Port lotniczy Bukoba (IATA: BKZ, ICAO: HTBU) - port lotniczy położony w Bukobie, w regionie Kagera, w Tanzanii.

## Linie lotnicze i połączenia
| Linia lotnicza | Kierunek                   |
| -------------- | -------------------------- |
| Air Tanzania   | 1. Mwanza                  |
| Auric Air      | 1. Mwanza 2. Rubondo       |
| Precision Air  | 1. Dar es Salaam 2. Mwanza |

## Wypadki i incydenty
6 listopada 2022 r. ATR 42-500 rozbił się w Jeziorze Wiktorii podczas próby lądowania podczas złej pogody i słabej widoczności. W wyniku katastrofy zmarło 19 osób.